# سنتز نوکلئوزیدها
سنتز نوکلئوزیدها شامل جفت شدن یک بازی که هسته دوست است و هتروسیکلیک با یک قند الکتروفیل می‌باشد. واکنش سیلیل-هیلبرت-جانسون که همان (ووربروگن)، که از بازهای هتروسیکلیک سیلیله و مشتقات قند الکتروفیل در حضور اسید لوئیس استفاده کرده‌است، متداول‌ترین روش برای تشکیل نوکلئوزیدها با این روش هست.

## معرفی
نوکلئوزیدها به‌طور معمول از طریق جفت شدن یک پیریمیدین نوکلئوفیل، پورین یا سایر هتروسیکل‌های اساسی با مشتقاتی از ریبوز یا دئوکسی ریبوز که در کربن آنومریک الکتروفیل می‌باشد، سنتز می شوند. زمانی که از یک ریبوز محافظت شده با آسیل استفاده می‌کنند، تشکیل انتخابی β-نوکلئوزید (دارای پیکربندی S در کربن آنومریک) از مشارکت گروه همسایه ایجاد می‌شود. دست یافتن به سنتز انتخاب شده دئوکسی ریبونوکلئوزیدها به‌طور مستقیم از مشتقات دئوکسی ریبوز سخت‌تر است چون گروه همسایه نمی‌تواند مشارکت کند.
از سه روش کلی برای سنتز نوکلئوزیدها از بازهای نوکلئوفیل و قندهای الکتروفیل استفاده شده‌است. روش اول :همجوشی است که شامل حرارت دادن پایه ویک استوکسی ریبوز محافظت شده با استیل تا ۱۵۵درجه سانتی گراد می‌باشد. و منجر به تشکیل نوکلئوزید با حداکثر بازده ۷۰٪ می‌شود.
(1)روش بعدی :روش نمک فلزی است که شامل ترکیب نمک فلزی هتروسیکل با هالید قند محافظت شده می‌باشد. نمک‌های نقره و جیوه در ابتدا مورد استفاده قرار می‌گیرند. با این حال، روش‌های توسعه یافته اخیر از نمک‌های سدیم استفاده کرده‌اند.
(2)واکنش سیلیل هیلبرت جانسون (SHJ) یا همان (واکنش ووربروگن)، ملایم‌ترین روش متداول برای تشکیل نوکلئوزیدها که ترکیبی از هتروسیکل سیلیله و استات قند محافظت شده (مانند 1-O-acetyl-2,3، 5-tri-O-benzoyl-beta-D-ribofuranose) در حضور یک اسید لوئیس است می‌باشد. در این روش از مشکلات مربوط به نامحلول بودن بازهای هتروسیکلیک و نمک‌های فلزی آنها خودداری می‌شود. با این حال، انتخاب سایت گاهی مواقع مثلاً زمانی که از هتروسیکل‌های حاوی چندین سایت اساسی استفاده می‌شود، باعث ایجاد مشکل می‌شود، چون واکنش اکثر مواقع برگشت‌پذیر می‌باشد.
(3)

## مکانیزم و استریوشیمی

### واکنش سیلیل-هیلبرت-جانسون
مکانیسم واکنش SHJ با تشکیل کاتیون حلقوی کلیدی 1 شروع می‌شود. بعد از آن حمله نوکلئوفیلیک در موقعیت آنومریک به وسیله نوکلئوفیل‌ترین نیتروژن یعنی (N 1) رخ می‌دهد و β-نوکلئوزید 2 مورد نظر را تولید می‌کند. واکنش دوم این نوکلئوزید با ۱ بیس (ریبوزید) ۳ را تولید می‌کند. با توجه به ماهیت اسید لوئیس استفاده شده، مطابقت داشتن هسته دوست با اسید لوئیس ممکن است چشمگیر باشد. واکنش این نوکلئوفیل «مسدود» با ۱ منجر به ایزومر ناخواسته ۴ می‌شود که ممکن است واکنش بیشتری به ۳ داشته باشد. به‌طور کلی هنگامی که از اسید لوئیس مثل تری متیل سیلیل تریفلات استفاده می‌کنند، مطابقت داشتن اسید لوئیس مشکلی ایجاد نمی‌کند. هنگامی که از اسید لوئیس قوی‌تر مثل کلرید قلع (IV) استفاده می‌کنیم، از اهمیت بیشتری برخوردار است.
(4)2-دئوکسی قندها به دلیل اینکه گروه بنزوئیل نداریم قادر به تشکیل کاتیون حلقوی 1 نیست. به جای آن، تحت شرایط اسیدی لوئیس آنها یک یون اکسوکاربنیوم تثبیت شده با رزونانس را ایجاد می‌کنند. دیاسترو انتخاب شده حمله هسته دوست به این واسطه بسیار کمتر از استریو انتخاب حمله به کاتیون حلقوی 1 است. به این دلیل استریو را انتخاب می‌کنیم که، دئوکسی ریبونوکلئوزیدها به طور معمول با استفاده از روش‌هایی به جز واکنش SHJ تولید می‌شوند.

## محدوده و محدودیت‌ها
واکنش سیلیل-هیلبرت-جانسون رایج‌ترین روش مورد استفاده برای سنتز نوکلئوزیدها از مواد اولیه هتروسیکلیک و پایه قند می‌باشد. با این حال، واکنش با مشکلاتی مواجه است که با روش‌های دیگر در ارتباط نیست، مثل انتخاب غیرقابل پیش‌بینی سایت در بعضی موارد (به زیر مراجعه کنید). این بخش مشتقات و جایگزین‌های واکنش SHJ را که برای سنتز نوکلئوزیدها مورد استفاده قرار می‌گیرند، توضیح داده می‌شود.

### واکنش‌های سیلیل-هیلبرت-جانسون
به این دلیل که اکثر بازهای هتروسیکلیک شامل چندین مکان نوکلئوفیل هستند، انتخاب مکان موضوع مورد توجهی در سنتز نوکلئوزید می‌باشد؛ مثلاً، بازهای پورینی به صورت جنبشی در N 3 و ترمودینامیکی در N 1 واکنش نشان داده می‌شوند (به معادله (۴) مراجعه کنید). گلیکوزیلاسیون تیمین با حفاظت از ریبوز 1-acetoxy تولید ۶۰ درصد از N 1 نوکلئوزیدی و ۲۳٪ از N 3 نوکلئوزیدی منجر می‌شود. تریازین از نزدیک مرتبط، از جهتی دیگر، با انتخاب کامل به پرداخت هزینه نوکلئوزیدیN 2 می‌پردازد .
(5)نوکلئوفیل‌ترین نیتروژن را می‌توانیم به وسیله آلکیلاسیون قبل از تولید نوکلئوزید مسدود کرد. گرم کردن نوکلئوزید مسدود شده در معادله (6) با وجود یک کلرید قند حفاظت شده نوکلئوزید را با عملکرد 59٪ ایجادمی کند. واکنش‌های این نوع با آلکیلاسیون هتروسیکل توسط آلکیل کلرید ابتدایی را دچار اختلال می‌کنند.
(6)بازهای هتروسیکلیک سیلیله مستعد هیدرولیز می‌باشند و در نتیجه کنترل همه آنها مقداری سخت می‌باشد. پس، گسترش روش گلدانی، یک مرحله‌ای برای سیلیلاسیون و سنتز نوکلئوزید نشان دهنده پیشرفت چشمگیر است. ترکیب تری فلورواستیک اسید (TFA)، تری متیل سیلیل کلرید (TMSCl) و هگزامتیل دیسیلازید (HMDS) تری متیل سیلیل تری فلورواستات را در مکان تولید می‌کند که هم سیلیله شدن هتروسیکل و هم جفت شدن بعدی آن را با قند فراهم می‌کند.
(7)

### روشهای دیگر برای سنتز نوکلئوزید
ترانس گلیکوزیلاسیون، که شامل انتقال برگشت پذیر یک قسمت قند از یک پایه هتروسیکلیک به پایه دیگر می‌باشد، برای تبدیل نوکلئوزیدهای پیریمیدین به نوکلئوزیدهای پورین موثر می‌باشد. بیشتر واکنش‌های ترانس گلیکوزیلاسیون دیگر به دلیل تفاوت ترمودینامیکی ناچیز بین نوکلئوزیدهای متعادل کننده بازده کمی دارند.
(8)الکتروفیل‌های مشتق شده از دئوکسی ریبوز توانایی تشکیل کاتیون حلقوی 1 را ندارند. پس، سنتز انتخابی دئوکسی ریبونوکلئوزیدها سخت تر از سنتز ریبونوکلئوزیدها می‌باشد. یک راه حل برای این مسئله شامل سنتز یک ریبونوکلئوزید، و در ادامه حفاظت از گروه‌های 3'- و 5'-هیدروکسیل، حذف گروه 2'-هیدروکسیل از طریق اکسیژن زدایی بارتون، و محافظت زدایی است.
(9)

## مقایسه با سایر روش‌ها
یک جایگزین مناسب برای روش‌های شرح بیان شده در اینجا که از نگرانی‌های مربوط به انتخاب مکان واکنش SHJ پیشگیری می‌کند، واکنش مایکل یا (چرخه‌سازی پشت سر هم) می‌باشد تا به طور همزمان پایه هتروسیکلیک را تشکیل داده و ارتباط آن را با بخش قند برقرار سازد.
(10)جایگزین دوم ترانس گلیکوزیلاسیون آنزیمی می‌باشد که به طور کامل از نظر جنبشی کنترل می‌شود (پیشگیری از مشکلات مربوط به ترانس گلیکوزیلاسیون شیمیایی مرتبط با کنترل ترمودینامیکی). به این ترتیب، عوارض عملیاتی مربوط به بکار‌گیری آنزیم‌ها از معایب این روش می‌باشد.
(11)

## شرایط و رویه آزمایشی

### شرایط معمولی
مشتقات قند استفاده شده برای واکنش‌های SHJ باید قبل از مصرف خالص، خشک و پودر مانند شوند. واکنش درون مولکولی Friedel-Crafts حلقه معطر یک استر بنزوات در موقعیت 2 1-استوکسی ریبوز با وجود اسید لوئیس قابل دیدن هست و نشان دهنده یک واکنش جانبی بالقوه است. برای پیشگیری از کمپلکس شدن بیش از اندازه با اسید لوئیس، هتروسیکل‌ها نباید زیاد پایه باشند. هتروسیکل‌هایی که جایگزین آمینو می‌شوند مثل سیتوزین، آدنین و گوانین در وضعیت SHJ به آرامی واکنش می‌دهند یا اصلاً واکنش نمی‌دهند (ولی مشتقات استیله N آنها با سرعت واکنش می‌دهند).
سیلیلاسیون به‌طور معمول با بهره‌گیری از HMDS انجام می‌شود که آمونیاک را به عنوان تنها محصول جانبی سیلیلاسیون تولید می‌کند. میزان کاتالیزوری یا استوکیومتری از افزودنی‌های اسیدی مثل تری متیل سیلیل کلرید، سیلاسیون را سریعتر می‌کند. زمانی که از چنین افزودنی استفاده می‌شود، نمک‌های آمونیوم در واکنش به عنوان یک ناخالصی مات ایجاد می‌شوند.
به منظور داشتن بهترین نتیجه، اسیدهای لوئیس باید بلافاصله پیش از استفاده تقطیر شوند. بیشتر از ۱٫۲–۱٫۴ معادل اسید لوئیس در مواقع بسیار کم مورد نیاز است. استونیتریل متداولترین حلالی است که برای این واکنش‌ها مورد استفاده قرار می‌گیرد، اگرچه حلال‌های قطبی دیگر نیز معمول هستند. کار واکنش‌ها با استفاده از TMSOTf شامل درمان با محلول بی‌کربنات سدیم سرد و استخراج نمک‌های سدیم نتیجه می‌شود. زمانی که قلع (IV) کلرید در ۱٬۲-دی کلرواتان استفاده می‌شود، کار شامل اضافه کردن پیریدین و فیلتر کردن کمپلکس پیریدین-قلع حاصله و در ادامه استخراج با بی کربنات سدیم آبی هست.

### نمونه رویه[۲۱]
(12)به مخلوط هم خورده 13.5 میلی لیتر (4.09 میلی مول) از یک راه حل مناسب و استاندارد 0.303 N از silylated N 2 -acetylguanine در 1،2-ضشلرثن و 1.86 گرم (3.7 میلی مول) 1-استوکسی ریبوز محافظت شده با بنزوات در 35 میلی لیتر 1،2-دی کلرواتان 6.32 میلی لیتر (4.46) اضافه شد. میلی مول) محلول استاندارد شده 0.705 نیوتن از TMSOTf در 1،2-دی کلرواتان. مخلوط واکنش به مدت 1.5-4 ساعت در رفلاکس گرما داده شد و بعد از آن با CH 2 Cl 2 از حالت غلیظ بودن خارج می‌شود. در هنگام کار با محلول NaHCO 3 بسیار سرد، 2.32 گرم محصول اولیه حاصل شد که در مدت زمان 42 ساعت در 125 میلی لیتر آمونیاک متانولی در دمای ۲۴ درجه سانتی گراد محافظت می‌شود. بعد از بررسی‌های لازم، تبلور مرتبه دوم از H 2 O داد، در دو محصول، ۰٫۶۹ گرم (۶۶٪) از گوانوزین خالص است، که همگن بود (R F 0.3) در سیستم قسمت بندی شدهٔ N -butanol: اسید استیک: H 2 O (5: 1: 4) و که طیف 1 H NMR در ۴۰۰ مگاهرتز در D 2 O تنها ردپایی از N ناخواسته تشکیل شده 7 -anomer از گوانوزین نمایش داد. 1 H NMR (کادمیوم 3): δ ۳٫۵۵، ۳٫۶۳، ۳٫۹۰، ۴٫۱۱، ۴٫۴۳، ۵٫۱۰، ۵٫۲۰، ۵٫۴۵، ۵٫۷۲، ۶٫۵۲، ۷٫۹۷، ۱۰٫۷۵.

## سنتز پری بیوتیک نوکلئوزیدها
به منظور فهمیدن نحوه پیدایش حیات، علم راه‌های شیمیایی که اجازه تشکیل بلوک‌های ساختمانی کلیدی زندگی را در شرایط پربیوتیک قابل قبول می‌دهد، احتیاج است. نام و همکاران تراکم مستقیم نوکلئوبازها با ریبوز را برای تولید ریبونوکلئوزیدها در ریز قطرات آبی نشان داد که یک مرحله کلیدی سبب ایجاد RNA می‌شود. همچنین، یک فرایند پری بیوتیک قابل قبول برای تولید ریبونوکلئوزیدها و ریبونوکلئوتیدهای پیریمیدین و پورین با بهره‌گیری از چرخه‌های مرطوب-خشک توسط بکر و همکارانش ارائه شد.